# مسجد الخديجة
مسجد الخديجة هو مسجد في نوكو ألوفا جزيرة تونغاتابو في تونغا.
بني المسجد سنة 2010 من تبرعات أجنبية. وفي سنة 2018, تضرر المسجد بسبب إعصار جيتا.